# 空の巣症候群
空の巣症候群（からのすしょうこうぐん、Empty nest syndrome）は、子どもが家を出たり結婚したりしたときに、多くの両親が感じる憂うつで不安になる苦しみの一般的な信念を表す言葉である。子育てが終わり、子供が家を巣立っていったあたりからこの症状が出てくることが多いためこのように呼ばれる。燃え尽き症候群、五月病などとも似通ったもの。子供が自立し、夫は仕事で忙しく構ってくれず、夫婦生活もないに等しくなり、涙もろくなり、夫の定年が近いというと、退職、即離婚といった方に展開していくこともある。

## 大衆文化における表現の例
- アメリカの映画『トランスフォーマー/リベンジ』（2009年）における主人公サム・ウィトウィッキーの母ジュディ。
- アメリカの映画『6才のボクが、大人になるまで。』（2014年）における主人公メイソン・エヴァンス・ジュニアの母オリヴィア。
- アメリカのドラマ『フラーハウス』（2016年）におけるベッキー。